# (7472) Кумакири
(7472) Кумакири (лат. Kumakiri) — типичный астероид главного пояса, который был открыт 13 февраля 1992 года двумя японскими астрономами Макио Акиямой и Тосимасой Фурутой в обсерватории города Сусоно и назван в честь Кадзуо Кумакири, японского астронома-любителя из этого города, который приложил немало усилий для развития в нём астрономии.

Орбита астероида Кумакири и его положение в Солнечной системе